# Kommunikationssatellit
En kommunikationssatellit är en konstgjord satellit som befinner sig i en omloppsbana kring jorden och som används för att förmedla telekommunikation mellan stationer på marken. De används för television, telefoni, radio och datakommunikation.
För vissa system är banan geostationär, till exempel i Intelsatsystemet och Marisatsystemet. I Molnijasystemet är banan starkt elliptisk och icke-stationär, men geosynkron med två varv per dygn. Iridium är exempel på ett system med många lågflygande satelliter i banor, som varken är geostationära eller geosynkrona.

## Satelliter för amatörradio
Den första amatörsatelliten som sändes upp (1961) kallades OSCAR 1. OSCAR står för ORBITING SATELLITE CARRYING AMATEUR RADIO. En radioamatör som sysslar med satelliter datorkommunicerar med satelliter som bär läsbara meddelanden i sitt minne, eller omedelbart till jorden återsänder ett inkommet meddelande.
Det enda OSCAR I kunde var att sända några korta sekvenser av bärvåg i form av morsetecknen H I. På engelska betyder HI dels ungefär hejsan eller hallå, där. På radioamatörspråk är HI det som ibland kallas det telegrafiska skrattet. Båda tolkningarna sammanslagna är ju dels litet lustigt, dels är motsvarande morsetecken ( • • • •   • • ) enkla att tekniskt åstadkomma som ett fast meddelande i satellitens minne.
I senare uppskjutna OSCAR kan även dubbelriktad telegrafi (vanligast) och telefoni förmedlas. OSCAR-signalerna är svaga, och mottagning kräver avancerade antenner och radiomottagare. Kommunikationen äger rum inom för satellitkommunikation särskilt avdelade delband inom de officiella frekvensband, som enligt det internationella Radioreglementet tilldelats amatörradiotjänsten.
Idag är de vanligaste amatörradiosatelliterna s.k. Cubesats vilka är små satelliter ca. 10x10x10 (cm) stora. De är lättare att lyssna på än de tidigare OSCAR-satelliterna och numera krävs det inga stora antenner eller dyra mottagare. En intressant del att lyssna på är telemetri från satelliterna vilket innebär data från dess system.
Det har fram till början på 2000-talet byggts ca 50 amatörsatelliter. De första byggdes i garage, men verksamheten har blivit mer exklusiv och flyttat in på universiteten. Uppsändningar i rymdbana av amatörsatelliter sker genom "snålskjuts" (på engelska "piggy back") på en raket för uppskjutning av vetenskapliga satelliter. Nu (2016) är det svårt att veta exakt hur många amatörradiosatelliter det finns men det kan vara uppåt 100 - dock är inte alla dessa aktiva.
En radioamatör som sysslar med satelliter brukade förut också ta ner vädersatellitbilder men idag är det två separata hobbys.